# Грибовицька волость
Грибовицька волость — адміністративно-територіальна одиниця Володимир-Волинського повіту Волинської губернії Російської імперії та Української держави. Волосний центр — село Грибовиця. Наприкінці ХІХ ст. ряд поселень волості відійшли до Микулицької (Бубнів, Менчиці, Черчиці, Шляхетські Бискупичі) та Порицької (Іваничі) волостей. Натомість до складу Грибовицької волості у повному складі увійшла територія ліквідованої Заболотецької волості.
Станом на 1885 рік складалася з 22 поселень, 23 сільських громад. Населення — 6645 осіб (3287 чоловічої статі та 3358 — жіночої), 772 дворових господарств.
|                     | Площа, десятин | У тому числі орної, дес. |
| ------------------- | -------------- | ------------------------ |
| Сільських громад    | 8297           | 6333                     |
| Приватної власності | 9819           | 4825                     |
| Казенної власності  | —              | —                        |
| Іншої власності     | 427            | 359                      |
| Загалом             | 18543          | 11517                    |

Основні поселення волості:
- Грибовиця — колишнє власницьке село за 20 верст від повітового міста, волосне правління, 450 осіб, 71 двір, православна церква, школа, постоялий будинок.
- Бубнів — колишнє власницьке село, 239 осіб, 34 двори, православна церква, постоялий будинок.
- Будятичі — колишнє власницьке село, 202 особи, 23 двори, православна церква, каплиця, постоялий будинок, кузня.
- Іваничі — колишнє власницьке село, 617 осіб, 77 дворів, православна церква, кузня.
- Калусів — колишнє власницьке село, 257 осіб, 35 дворів, православна церква, постоялий будинок.
- Менчиці — колишнє власницьке село, 268 осіб, 29 дворів, православна церква, постоялий будинок.
- Морозовичі — колишнє власницьке село, 173 особи, 26 дворів, православна церква.
- Мишів — колишнє власницьке село, 504 особи, 57 дворів, православна церква, постоялий будинок.
- Нискиничі — колишнє власницьке село, 408 осіб, 56 дворів, православна церква, постоялий будинок.
- Тишкевичі — колишнє власницьке село, 242 особи, 33 двори, православна церква, постоялий будинок.
- Черчиці — колишнє власницьке село, 181 особа, 23 двори, православна церква, постоялий будинок.
- Шляхетські Бискупичі — колишнє власницьке село, 372 особи, 44 двори, православна церква, католицька каплиця.

## Під владою Польщі
18 березня 1921 року Західна Волинь окупована Польщею. Волості було перетворено на ґміни, відповідно, адміністративна одиниця отримала назву ґміна Ґжибовіца. Волость входила до Володимирського повіту Волинського воєводства. Межі та склад колишньої волості зберігся, що й за Російської імперії та Української держави.
Польською окупаційною владою на території ґміни інтенсивно велася державна програма будівництва польських колоній і заселення поляками. На 1936 рік ґміна складалася з 34 громад:
1. Біличі — село: Біличі;
2. Біскупичі-Малі — село: Біскупичі-Малі та фільварок: Біскупичі-Малі;
3. Біскупичі-Шляхетські — село: Біскупичі-Шляхетські, фільварок: Біскупичі-Шляхетські та колонія: Борсуківка;
4. Будятичі — село: Будятичі;
5. Хренів — село: Хренів;
6. Хренів — військове селище: Хренів;
7. Грибовиця — село: Грибовиця;
8. Гутин — колонія: Гутин;
9. Гурів — колонії: Гурів і Богудяка;
10. Яневичі — село: Яневичі;
11. Єдність — колонії: Єдність і Тересівка;
12. Калусів — село: Калусів та фільварок: Калусів;
13. Космівка — колонія: Космівка, селище: Черняків та військове селище: Черняків;
14. Кречів — село: Кречів та фільварок: Кречів;
15. Лішня-Нова — село: Лішня-Нова;
16. Лішня-Стара — село: Лішня-Стара;
17. Литовеж — село: Литовеж;
18. Менчиці — село: Менчиці;
19. Мовники — село: Мовники;
20. Морозовичі — село: Морозовичі та фільварок: Морозовичі;
21. Мишів — село: Мишів та фільварок: Мишів;
22. Нискиничі — село: Нискиничі та фільварок: Низкиничі;
23. Новини — колонія: Новини;
24. Осмиловичі — село: Осмиловичі;
25. Русовичі — село: Русовичі;
26. Садова — село: Садова та фільварок: Садова;
27. Стасин — колонії: Стасин і Франопіль та селище: Винники;
28. Тишкевичі — село: Тишкевичі та колонія: Юзефин;
29. Волиця-Морозовицька — село: Волиця-Морозовицька та фільварок: Волиця-Морозовицька;
30. Вигнанка — колонія: Вигнанка;
31. Заболотці — села: Заболотці, Ракулин і Сердятичі та фільварок: Заболотці;
32. Жджари-Великі — село: Жджари-Великі, колонії: Жджари-Великі, Березина і Соснина та фільварок: Жджари-Великі;
33. Жджари-Малі — село: Жджари-Малі.

Після радянської анексії західноукраїнських земель ґміна ліквідована у зв'язку з утворенням районів.